# Токорпурі
Токорпурі (також Мічина, Серро-де-Токорпурі, Серрос-де-Токорпурі або Вулкан Токорпурі) — вулкан на кордоні між Чилі та Болівією. Вершина лежить на висоті, за останніми даними, 5808 м і має вершинний кратер шириною 1,3 км. Вулкан складається переважно з лавових потоків та пірокластичних відкладень і поділений на дві частини. Трохи західніше від Токорпурі розташований лавовий купол Ла-Торта, структура з плоскою вершиною заввишки 200 м. Вулкани утворені андезитовими, дацитовими та ліпаритовими породами.
Вулкани Токорпурі розвивалися в пізньому плейстоцені у три окремі стадії та зазнали заледеніння і тектонічних розломів. Найновіше виверження 34 000 ± 7 000 років тому утворило лавовий купол Ла-Торта. Наразі спостерігається геотермальна активність, яка може бути пов'язана з активністю сусіднього геотермального поля Ель-Татіо.

## Геоморфологія
Токорпурі розташований на півночі Чилі, приблизно за 100 км на схід від Калами. Кордон із Болівією проходить східним боком кратера на вершині Токорпурі. Цей район розташований у департаменті Антофагаста Чилі та в департаменті Потосі Болівії, а на південь від вулкана проходить доіспанська дорога, що з'єднує болівійське Альтіплано з регіоном Сан-Педро-де-Атакама. Цією дорожньою системою, яку вважають найстарішою в Чилі, користувалися ще з формативного періоду. Назва походить із мови кунза.
Вулкан Токорпурі — це комплекс із трьох частин. Східний Токорпурі має висоту 5808 м та піднімається на 1 км над навколишньою місцевістю. Вершину вінчає великий, дещо витягнутий кратер шириною 1,3 км. З вершини Токорпурі видно солончак Салар-де-Атакама та шахту Чукікамата, найбільшу мідну шахту у світі. У районі вершини є розроблювані в минулому родовища сірки. Інші кратери старі і сильно еродовані, на південному схилі зустрічаються еродовані потоки лави, а молодші, менші потоки є в районі вершини. Західний Токорпурі складається переважно з блокових потоків лави, особливо помітних на західному боці, тоді як Східний Токорпурі складається з потоків лави, пірокластичних відкладень та туфоподібної брекчії. Є докази секторного обвалу Токорпурі на південний схід, який виходить на поверхню на площі 9 км2 на південно-східному схилі в межах підковоподібної дялянки. Токорпурі є частиною головного вулканічного ланцюга прикордонного регіону між Чилі та Болівією.
Лавовий купол Ла-Торта (іспанською — тістечко) розташований між вулканом Токорпурі на сході та вулканом Татіо на заході. Це об'єкт із пласкою вершиною, заввишки близько 200 м, з крутими схилами, що займає площу близько 11 км2. Його схили вкриті осипом, а верхівка має складки та зморшки. Купол сягає висоти 5018 м. Розрізняються два окремі жерла та два різні геологічні ов'єкти. Його й Токорпурі, віддалені один від одного на 10 км, описано як пару вулканів, існування яких може бути наслідком тектоніки.
Схили вулканів посічені льодовиковолю ерозією, підніжжя Ла-Торти покривають морени та селеві відклади, а на вулканах Токорпурі утворилися кари та льодовикові штрихи. У минулому кратер Токорпурі заповнював льодовик. На південь від Ла-Торти, морени, що тягнуться від східного Токорпурі, простягаються на південь-південний захід. Між Татіо та Ла-Тортою розташовані два суміжні язики морен. Морени із західної долини перекрили морени східної долини та супроводжуються тонкими дрейфовими відкладами. Ці морени датовано методом поверхневого датування: вони утворилися під час останнього льодовикового максимуму, а близько 30 700 років тому західні льодовики зникли. Схили Токорпурі покривають ерозійні уламки.

## Клімат і гідрологія
Регіон має високогірний степовий клімат із низькою середньою температурою 2 °C та добовим діапазоном температур 20 °C. За оцінками, річна кількість опадів на вершині перевищує 360 мм, тоді як на південь від Токорпурі щороку випадає близько 159 мм. Більшість із них випадає влітку у вигляді конвективних опадів. На вершині спостерігався сніг, а карта 1985 року показує там постійний крижаний/сніговий покрив. Річка Путана на південь від Токорпурі тече до Салар-де-Атаками і приймає важливі притоки з району Токорпурі, серед них Кебрада-Ла-Торта, Ріо-Бланко-о-Токорпурі та Кебрада-Агуа-Брава.

## Геологія
Біля західного узбережжя Південної Америки плита Наска субдукується під Південноамериканську плиту в Перуансько-Чилійському жолобі. Цей процес субдукції відповідає за вулканізм у більшій частині Андійського вулканічного поясу, який складається з Північної вулканічної зони (NVZ), Центральної вулканічної зони (CVZ), Південної вулканічної зони (SVZ) та Австральної вулканічної зони (AVZ). Токорпурі є частиною CVZ.
Вулканічний комплекс Альтіплано — Пуна (APVC) епізодично проявляв активність від 10 до 1 млн років тому. Піки активності відбувалися 8, 6 та 4 млн років тому; з 2,6 млн років тому активність знизилася. У пізньому плейстоцені (близько 100 000—90 000 років тому) утворилися лавові куполи Серро-Чанка, Серро-Чао, комплекс Серро-Часкон — Рунту-Харіта, Чіллауїта та Токорпурі. Загальний об'єм цих куполів перевищує 40 км3, з яких найбільшим є Серро-Чао. Ці куполи є частиною північно-західно-південно-східного вирівнювання, яке пов'язане з краєм кальдери Пастос-Грандес. Нині вулканізм зосереджений на дузі та переважно андезитовий, утворивши численні вулканічні конуси. Формування батоліту під APVC може тривати.
Більша частина регіону покрита третинними ігнімбритами, за винятком території на кордоні між Болівією та Чилі, де представлені четвертинні вулканічні утворення; доігнімбритовий фундамент виходить на поверхню лише далі на захід. Ці ігнімбрити утворилися внаслідок вивержень в APVC. Геологічні лінеаменти вплинули на розвиток вулканів, включаючи Токорпурі,  та Ла-Торта, що утворилися в кінці насуву, який, можливо, слугував шляхом піднімання магми.

### Склад
Вулканічні породи Токорпурі складаються з андезиту, дациту та ліпариту і утворюють багату на калій вапняно-лужну серію. Між іншими породами вирізняються фенокристали, які включають біотит, клінопіроксен, рогообманку, ортопіроксен та плагіоклаз. Є припущення про походження через фракційну кристалізацію. Вулканічні породи в області вершини гідротермально змінені. Багатий на кристали дацитовий до ліпаритового склад Ла-Торти нагадує склад інших лавових куполів APVC.

### Гідротермальна система
Повідомляють, що Токорпурі має сольфатарну активність, а також там є гарячі джерела, витоки газу та киплячі басейни на висоті 5000 м на північ від Ла-Торти. На північ та схід від Токорпурі розташовані геотермальні родовища відповідно Ель-Татіо та Соль-де-Манана, а 1974 року Трухільйо-Рамірес повідомив про додаткові прояви на південь від Токорпурі. Ель-Татіо може отримувати теплову енергію із теплового резервуара під Ла-Тортою. Geotérmica del Norte, консорціум компаній Enel та Empresa Nacional del Petróleo, має концесії на розвідку геотермальної енергії в районі Ель-Татіо — Ла-Торта.

## Геологічна історія
Вулканізм у цьому районі розпочався 800 000 років тому. Токорпурі формувався за чотири етапи: перші два сформували два вулкани Токорпурі, третій утворив потоки лави, що виходили з тріщинних жерл на південному та північно-західному схилах Токорпурі, а четвертий — купол Ла-Торта. Деруель (1979) дійшов висновку, що Східний Токорпурі був новішим, ніж Ла-Торта чи Західний Токорпурі.
Між двома стадіями вулканічної активності споруди були тектонічно деформовані. Насуви та  звичайні розломи змістили пліоценові до четвертинних відкладень навколо та на Токорпурі, включно з районом вершини та кратером вершини.

### Ла-Торта
Є припущення про вік менше 1 млн років та 101 000 років. Голоценовий вік встановлено з того факту, що на південно-східному схилі Ла-Торта перекриває пізньоплейстоценові морени. Аргон-аргонове датування показало вік 34 000 ± 7000 років.
Лавовий купол Ла-Торта утворився внаслідок ефузивного виверження, яке почалося зі слабкої вибухової активності; ймовірно, він утворився внаслідок однієї події. Незрозуміло, чи є вулканізм у Ла-Торта та інших лавових куполах реліктом попередньої активності APVC, чи початком нового магматичного циклу. Ла-Торту згадують як можливе жерло ігнімбриту Татіо віком близько 700 000 років, фактичне жерло якого, ймовірно, поховано під вулканами Татіо.